# Alphonse Sévène
Pour les articles homonymes, voir Sévène.
Alphonse-Maurice Sévène (6 juillet 1853, Quimper - 24 mai 1928, Lorient), est un officier de marine et homme politique français, député du Morbihan de 1919 à 1928.

## Famille
Alphonse Sévène est né dans une famille d'ancienne bourgeoisie originaire de Bretagne, issue de Jean Raymond Sévène (1722-1790), négociant, bourgeois de Quimper, (Finistère). 
- Achille Sévène (1794-1837), est commissaire-rapporteur près le tribunal maritime de Lorient, (Morbihan).
- Louis Charles Sévène (1823-1883), ingénieur des ponts et chaussées, est directeur général de la Compagnie des chemins de fer d'Orléans, officier de la Légion d'honneur.
- Henri Sévène (1851-1917), ingénieur en chef, est inspecteur des Manufactures de l'État, administrateur au Ministère des Finances, officier de la Légion d'honneur.
- Raymond Sévène (1885-1940) est directeur général de Rhône-Poulenc.
- Jacques Sévène (1920-1944) et son frère, Paul Sévène (1923-1944), résistants français, sont morts pour la France, fusillés par les Allemands le 9 juillet 1944, à Monteneuf.

## Biographie
Alphonse Sévène est le fils de Louis-Charles Sévène, directeur général de la Compagnie du chemin de fer de Paris à Orléans, et l'arrière petit-fils de Jean-Claude Redon de Beaupréau. Il rentre dans la marine et devint capitaine de frégate.
Député du Morbihan de 1919 à 1928, il est notamment membre de la commission de la marine militaire et de la commission du suffrage universel. Il se réjouit de la reprise des relations entre la France et le Vatican.
Une rue de Lorient est baptisée en son honneur.
Il est le gendre d'Eugène Gaultier de La Richerie, gouverneur de la Nouvelle-Calédonie.

### Sources et bibliographie
- « Alphonse Sévène », dans le Dictionnaire des parlementaires français (1889-1940), sous la direction de Jean Jolly, PUF, 1960 [détail de l’édition]
- Michel Leymarie, Jacques Prévotat, L'Action française: culture, société, politique, Volume 1, 2008
- Patrick Bollet (préf. Norbert Métairie, maire de Lorient), Lorient, ses hommes illustres, Le Faouët, Liv'Éditions, coll. « Mémoire du pays de Lorient », 2005, 384 p. (ISBN 2-84497-071-0 et 978-2-84497-071-8), p. 341-344